# Tipula aviceniana
Tipula aviceniana är en tvåvingeart som beskrevs av Evgenyi Nikolayevich Savchenko 1954. Tipula aviceniana ingår i släktet Tipula och familjen storharkrankar. Inga underarter finns listade i Catalogue of Life.